# Os Últimos Dias de Carlos Gomes
Os Últimos Dias de Carlos Gomes é uma pintura dos artistas Domenico De Angelis e Giovanni Capranesi, executada em óleo sobre tela, com 2,24m de altura e 4,84m de comprimento. A obra é do gênero pintura histórica e faz parte do acervo do Museu de Arte de Belém. Criada em 1899, a obra foi encomendada em 1896 por Antônio Lemos, intendente de Belém, e retrata o leito de morte do compositor de ópera Carlos Gomes.

## Contexto

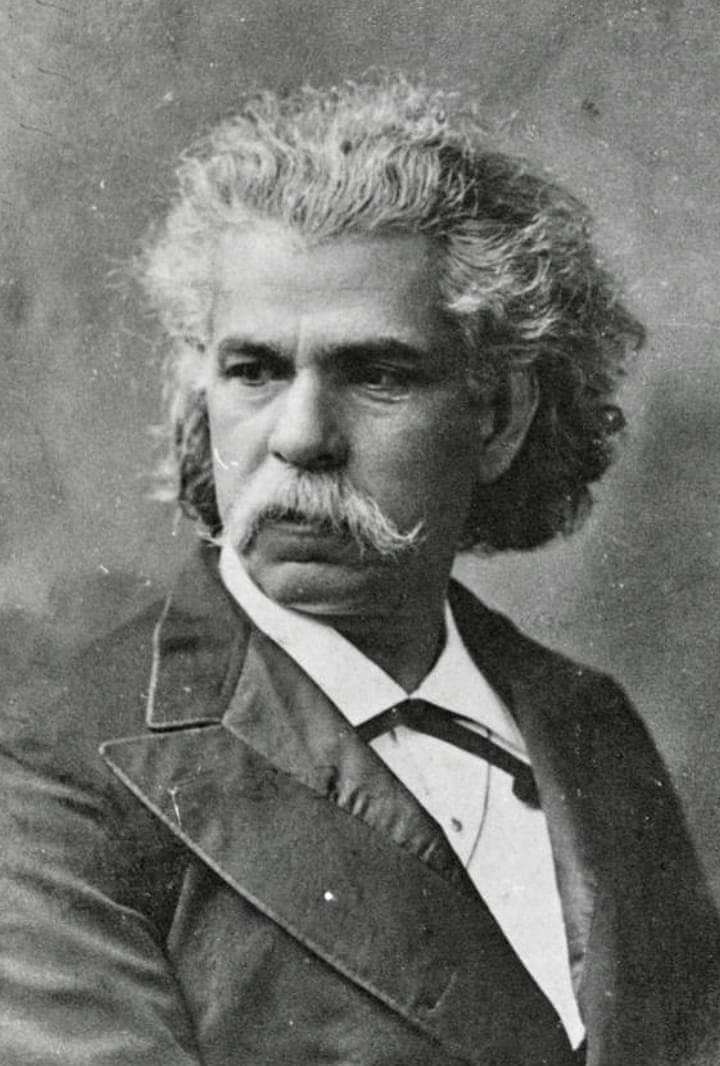
Carlos Gomes

Nascido em 1836, Carlos Gomes foi o mais importante compositor de ópera brasileiro, alcançando uma carreira de destaque na Europa. Em 1896, passou a morar em Belém, no estado do Pará. Ali foi designado como diretor do Conservatório de Música de Belém, cujo cargo foi criado pelo governador Lauro Sodré para ajudar Gomes, que enfrentava problemas financeiros e de saúde. De acordo com Gilberto Chaves, ex-diretor do Theatro da Paz, "o governador Lauro Sodré e outras lideranças políticas da época, no momento do auge do Ciclo da Borracha, tinham um grande projeto cultural para Belém, de modo a torná-la uma das cidades mais importantes das Américas, e para isso viam em Carlos Gomes o principal nome para liderar o empreendimento."
Quando Gomes chegou no Pará, em 13 de maio de 1896, o governador Sodré enviou uma junta médica para avaliar seu estado de saúde. A equipe era formada por 23 profissionais, incluindo Paes de Carvalho, Firmo Braga, Miguel Almeida Pernambuco e Antônio Emiliano de Sousa Castro. Os médicos confirmaram o diagnóstico que Gomes havia recebido, de que estava acometido por câncer na língua. Seu estado de saúde era grave, e Gomes não chegou a assumir seu cargo no Conservatório da Música. Nos meses seguintes, personalidades da sociedade se mobilizaram para ajudar Gomes, com a arrecadação de recursos e o envio de profissionais sob a pretensão de curá-lo. Gomes faleceu às 22h20min de 16 de setembro de 1896 em sua casa. O velório ocorreu no Conservatório de Música, o corpo foi embalsamado e o governo paraense havia preparado seu enterro. No entanto, acabou anuindo com o pedido das autoridades paulistas e o sepultamento ocorreu em Campinas, sua cidade natal.

## Características

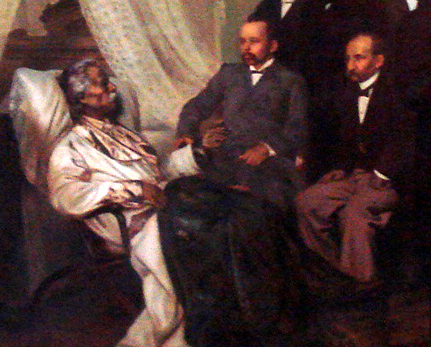
Destaque para a ilustração de Gomes, repousando sobre uma cadeira alongada

Os Últimos Dias de Carlos Gomes retrata o leito de morte do maestro, que faleceu rodeado de autoridades e amigos. A obra foi encomendada no mesmo ano da morte do compositor por Antônio Lemos, que era o intendente da capital. Lemos contratou os artistas Domenico de Angelis e Giovanni Capranesi, ambos italianos radicados em Belém. A pintura foi concluída em 1899 e a primeira exposição foi realizada no mesmo ano. De estilo austero, a pintura explora o contraste de luz e da sombra; os pontos de luz são pontuais e cenográficos, sendo utilizados para destacar os personagens. Seus contornos são ficcionais e alegóricos, mas exibe personalidades reais, num total de 22 pessoas, de jornalistas e músicos a políticos e militares. Todos são homens.
A pintura foi produzida com a técnica de óleo sobre tela. Possui grandes proporções, medindo 2,24 metros de altura e 4,84 metros de comprimento. Na tela há a assinatura de de Angelis e Capranesi; os pintores não incluíram suas assinaturas em todas as suas obras. No centro, há Gomes, a figura central da obra, vestido com um pijama branco e repousando em uma cadeira alongada enquanto gesticulava suavemente. Ao seu lado, estão sentados o governador Sodré e o vice-governador Gentil Bittencourt. Em pé, olham fixamente para Gomes seu enfermeiro Raul Franco e o músico Ernesto Dias, que tem sua mão no queixo.
Também em pé, os médicos Paes de Carvalho, Miguel Pernambuco e Numa Pinto foram retratados conversando com o Dom Antonio Manoel de Castilho Brandão, o bispo de Belém. Na ponta esquerda, os autores incluíram suas próprias ilustrações. O Visconde de São Domingos encontra-se recostado sobre a cadeira do piano. No lado direito, atrás do governador e do vice-governador, está a maior parte das pessoas retratadas na pintura, incluindo: Antonio Lemos; o jornalista Marques de Carvalho; os médicos Paes de Carvalho, Miguel Pernambuco e Numa Pinto; os militares Cláudio do Amaral Savaget e Augusto de Vasconcelos Chermont; dentre outros.
Na época, a imprensa deu destaque ao número expressivo de pessoas que visitaram Gomes em sua casa, nos momentos anteriores ao seu falecimento. Os pintores utilizaram essas informações para a realização da obra. No ambiente que ilustraram, há duas janelas. A professora Luciane Viana Barros Páscoa pontuou que uma delas encontra-se fechada, devendo "ligar ao outro cômodo da casa, com iluminação artificial", e a outra abre-se para um arvoredo. Para Páscoa, "pode haver aqui uma intenção simbólica dos artistas, com a alusão ao dia e à noite, a vida e à morte." Páscoa também mencionou o quadrante superior direito, representativo do painel Pery e Ceci, igualmente de autoria de de Angelis e Capranesi, e um tapete com pele de onça nos pés de Gomes. Ademais, a moldura do quadro é de autoria de outro italiano, Giuseppe Pucci, que adicionou símbolos de Belém: o escudo foi disposto na parte central e o brasão de armas na parte inferior.
No tocante às influencias dos autores e do contexto relativo a obras que abordavam a morte, Páscoa apontou a evolução da visão dos artistas em relação ao tema. A historiadora referiu que durante o século XIX a "a morte torna-se uma obsessão, pois remete ao sublime, que contém a inadequação do homem ao mundo, que por sua vez é constantemente atormentado pelo sentimento da morte e pelo fascínio do fim." Depois, na ênfase das pessoas que acompanhavam o momento, dada a impossibilidade de retratar o exato momento da morte. Neste contexto, Páscoa concluiu que a pintura estabelece "em torno do sofrimento e da morte de Carlos Gomes, imagens poéticas e apaziguadoras, pois na composição do retrato coletivo a atenção do personagem principal é dividida com outros grupos. Os retratos de homens célebres em seu leito de morte evidenciam a importância e a função histórica dos personagens retratados."

## Exibição
A obra foi exibida pela primeira vez  em  17  de  setembro  de  1899,  no  Salão  de  Honra  da  Intendência,  no  Palácio  Antonio  Lemos.  Ali  permaneceu até 2 de agosto de 1988, quando foi transferida para a sede provisória do Museu da Cidade de Belém (Mubel). Foi restaurada nos anos 1990.

## Importância histórica
A pintura Os Últimos Dias de Carlos Gomes foi considerada vital para a "formação simbólica do mito gomesiano, um ícone para a história da cidade de Belém e um dos pontos essenciais para a configuração de um museu de arte, o Museu de Arte de Belém." A obra foi tombada em 22 de maio de 1984 pelo Departamento de Patrimônio do Estado do Pará.